# Требуксия
Требу́ксия (лат. Treboúxia) — род неприхотливых одноклеточных зелёных водорослей семейства Требуксиевые (Trebouxiaceae).
Самый известный, широкораспространённый растительный компонент (фотобионт) в составе лишайников, встречающийся у 7—10 тысяч видов.
Одиночные клетки водоросли имеют центральный, массивный, слегка лопастный хроматофор.
Эти водоросли способны развиваться при минимальном освещении и существовать в полной темноте, переходя к гетеротрофному питанию. Некоторые виды встречаются во влажных местах на коре деревьев.